# Лорика (песнопение)
Лори́ка (лат. lorica, [loːˈriːka], дословно — «доспех, броня») — вид защитной молитвы-песнопения в западном монашестве. Подобно литании, лорика зачастую упоминает тех святых, чья помощь запрашивается.

## Название
В Древнем Риме лорикой назывался доспех римского легионера. С превращением латыни в богослужебный язык, в контексте западного христианства развилось употребление данного слова в переносном смысле, от «духовной брони» к названию особого христианского гимна, наделяемого защитными свойствами. Предположительно, перенос смысла в данном латинском слове произошёл под влиянием следующего призыва апостола Павла: «Итак станьте … облёкшись в броню праведности» Еф. 6:14.

## Лорика святого Патрика
Примером подобного гимна-обращения является так называемая «Лорика святого Патрика», его сочинение обычно приписывают самому святому Патрику. Текст написан в стиле заклинания друидов с просьбой о защите во время путешествия. Произведение входит в Liber Hymnorum, собрание древних (относимых к IX веку) гимнов, найденное в двух рукописях (носитель датируется XV веком) в Дублине.